# 贺善安
贺善安（1932年2月16日—2025年5月14日），男，湖南长沙人，中华人民共和国植物学家，江苏省中国科学院植物研究所（南京中山植物园）研究员。主要从事经济植物的引种驯化研究。

## 生平
1954年毕业于浙江大学农学院园艺系，分配至中国科学院植物分类研究所华东工作站（江苏省中国科学院植物研究所前身）工作。1983年至1998年，任所长、植物园主任。2008年获得中国植物学会“从事植物学工作50年以上的植物学家”表彰。2025年5月14日11时10分在南京逝世，享年94岁。